# William Walton
Sir William Turner Walton (født 29. marts 1902, død 8. marts 1983) var en britisk komponist under indflydelse af værker af Stravinsky, Sibelius og musikgenren jazz. 
Han blev født i Oldham, Lancashire og efter at have sunget som kordreng i katedralen i Oxford, kom han i lære under komponisten Hugh Allen, men allerede fra han blev seksten blev han selvlært.
Walton er især kendt for sin første symfoni, som hører til de fremmeste værker i nyere engelsk orkestermusik. Han har også skrevet andre orkesterværker, koncertmusik, operaer, kammermusik, balletmusik  etc. 

## Værker
- Operaer
  - Troilus and Cressida (1950-54; UA 1954; bearbejdet version 1975-76)
  - The Bear. Extravaganza (1965-67; UA 1967)
- Balletter
  - The Wise Virgins (1940; arrangement af J.S. Bachs værk)
  - The Quest (1943)
- Symfonier
  - Symfoni nr. 1 (1932-1935) - for orkester
  - Symfoni nr. 2 (1959-1960) - for orkester
- Koncerter
  - Sinfonia concertante for orkester og obligat klaver (1926-27; 1943 bearbejdet)
  - Bratschkoncert (1928-1929; 1961 bearbejdet) - for bratsch og orkester
  - Violinkoncert (1938-1939) - for violin og orkester
  - Cellokoncert (1956) - for cello og orkester
- andre orkesterværker
  - Portsmouth Point Ouverture (1925)
  - Siesta for lille orkester (1926)
  - Crown Imperial Kroningsmarch (1937)
  - Music for Children (1940)
  - Scapino komedie ouverture (1940)
  - Spitfire Prelude and Fugue (1942)
  - Orb and Sceptre Kroningsmarch (1953)
  - Johannesburg Festival Ouverture (1956)
  - Partita (1957)
  - Variations on a Theme by Hindemith (1962-63)
  - Capriccio burlesco (1968)
  - Improvisations on an Impromptu of Benjamin Britten (1969)
  - Sonata (1971-72; Bearbejdet Strygerkvartettens a-mol)
- Kammermusik
  - Klaverkvartet (1918-19; 1921 revideret)
  - Duets for Children for klaver (1940)
  - Violinsonate (1949)
  - 2 stykker for violin og klaver (1949-50)
  - 5 bagateller for guitar (1972)
- Korværker med orkester og/eller orgel
  - Belshazzar's Feast for bariton, kor og orkester (1930-31)
  - In Honour of the City of London for kor og orkester (1937)
  - Coronation Te Deum for kor, orkester og orgel (1952-53)
  - Gloria for alt, tenor, bariton, kor og orkester (1961)
  - The Twelve for kor og orgel(1965)
  - Missa brevis for kor og orgel eller orkester (1966)
  - Jubilate Deo for kor og orgel (1972)
- Korværker a cappella
  - A Litany (1916)
  - Make we joy in this fest (1931)
  - Set me as a seal upon thine heart (1938)
  - Where does the uttered music go? (1946)
  - What cheer (1961)
  - All this time (1970)
  - Cantico del sole (1974)
- Værker for solostemme
  - The Winds for solostemme og klaver (1918)
  - Tritons for solostemme og klaver (1920)
  - Façade for taler og instrumenter (1921-22; 1942 bearbejdet; derefter to orkesterstykker)
  - Bucolic Comedies
  - Under the Greenwood Tree for solostemme og klaver (1936)
  - Anon. in Love. 6 vers for tenor og guitar eller orkester (1959)
  - A Song for the Lord Mayor's Table. 6 vers for sopran og klaver eller orkester (1962)
- teatermusik
  - The Son of Heaven (1925)
  - The Boy David (1936)
  - Macbeth (1941)
- Musik til Radio/TV
  - Christopher Columbus (1942)
- Filmmusik
  - Escape me Never (1934)
  - As you like it (1936)
  - Dreaming Lips (1937)
  - Stolen Life (1938)
  - Major Barbara (1941)
  - Next of Kin (1941)
  - The Foreman went to France (1942)
  - The First of the Few (1942)
  - Went the Day Well? (1942)
  - Henry V (1943-44)
  - Hamlet (1947)
  - Richard III (1955)
  - The Battle of Britain (1969)
  - The Three Sisters (1970)